# Арсов, Янко
Янко Боянов Арсов (12 июня 1934, Пазарджик — 2 марта 2023, София) — болгарский учёный, химик-технолог, специалист по металлургии чёрных металлов. Доктор технических наук (1974), академик Болгарской академии наук (2004).

## Биография
Родился в Пазарджике 12 июня 1934 года. В 1958 году окончил Химико-технологический институт по специальности «металлургия чёрных металлов». Два года работал старшим технологом сталелитейного цеха в Софии, затем с 1960 по 1965 научным сотрудником в ЦНИИТМАШ (болг. Централен научноизследователски институт по технология на машиностроенето). В Госкомитете по науке и техническому развитию работал главным инженером (1965—1968) и директором по международному сотрудничеству (1975—1978), в СЭВ был советником по науке (1970—1975). В 1982—1986 в качестве почётного профессора преподавал в Королевском политехническом университете в Рабате (Марокко). Занимал должность заместителя директора Института металлургии, техники и технологий Болгарской академии наук (ИМТМ-БАН) в 1968—1970, 1978—1982 и 1986—1989 годах. С 1989 по 2007 год был директором ИМТМ-БАН.
Арсов защитил диссертации в Московском институте стали и сплавов: в 1964 году кандидатскую, в 1974 докторскую.
В 1991 году избран профессором по специальности «металлургия и технология машиностроительных материалов». С 1997 года член-корреспондент БАН, с 2004 года академик БАН.
Умер 2 марта 2023 г.

## Научная деятельность
Янко Арсов обобщил мировые тенденции и создал новую номенклатуру и классификацию литейных свойств сплавов. Теоретически и экспериментально исследовал механизм движения струи жидкого металла в каналах литейной формы. Как продолжатель реализации и развития метода литья с противодавлением, разработанного А. Балевским и И. Димовым, удостоен Гран-при юбилейного 50-го Всемирного салона инноваций, научных исследований и новых технологий «Брюссель-Эврика-2001». Многие результаты научных работ Арсова внедрены в производство. Его научное наследие составляют множество публикаций, патентов, авторских свидетельств. Монографии переведены на другие языки и востребованы как в Болгарии, так и за рубежом.

## Научные работы
- Стоманени отливки. — София : Техника, 1974. — 208 с. — Стальные отливки / пер. с болг. Л. Г. Даковский. — М. : Машиностроение, 1977.
- соавт.: Новик Ф. С. Оптимизация процессов технологии металлов методами планирования экспериментов. — М. : Машиностроение, 1980. — 304 с. — Планиране на експеримента в технологията на металите. — София : Техника, 1981. — 316 с.
- Леярски свойства на сплавите. — София : БАН. Инст. по металознание и технология на металите, 1984. — 198 с.
- соавт.: Е. Н. Момчилов, К. П. Даскалов, Г. А. Бъчваров. Теоретични и технологични основи на леенето с газово противоналягане. — София : Акад. изд. Проф. Марин Дринов, 2006. — ISBN 978-954-322-176-9.

## Награды
Награждён орденом Труда, юбилейными медалями «100 лет Освобождения Болгарии от османского рабства» и «1300 лет Болгарии».